# IRC-10414
IRC-10414 es una estrella supergigante roja y además estrella fugitiva situada en la constelación del Escudo, que forma una pareja con la estrella Wolf-Rayet WR 114.

## Características
Se trata de un astro de espectro M7 muy notable por ser una de las poquísimas supergigantes rojas productoras de arco de choque -las otras dos conocidas son Betelgeuse y Mu Cephei, además en el caso del producido por esta estrella siendo visible también en el óptico y no solamente en el infrarrojo-. Su viento estelar está además ionizado por las estrellas del cúmulo abierto NGC 6611, situado en la Nebulosa del Águila, y/o por su compañera -al menos aparentemente- WR 114.
La distancia exacta a este astro no es bien conocida, estimándose desde 2 kiloparsecs sobre la base de su paralaje y proximidad a la Nebulosa del Águila, la Nebulosa Omega, y el cúmulo abierto NGC 6604 -los tres situados a distancias similares del Sol, del orden de 2 kiloparsecs también-; el estudio de los masers de agua presentes alrededor de la estrella sugieren una distancia superior, del orden de 3 kiloparsecs. Sin embargo el lugar de nacimiento de esta estrella no está claro, y ni su dinámica ni su edad sugieren que haya nacido en una de las tres regiones de formación estelar mencionadas.
Asumiendo una distancia de 2 kiloparsecs y una temperatura superficial de 3300K, IRC-10414 es 160.000 veces más brillante que el Sol y su diámetro es alrededor de 1.200 veces el del Sol, lo que la sitúa entre las más grandes conocidas. De acuerdo con modelos de evolución estelar, su masa inicial estaría entre 20 y 25 masas solares, y su edad entre 6 y 10 millones de años.

## WR 114
WR 114, también conocida como HD 169010, es una estrella de Wolf-Rayet de espectro WC5 situada aparentemente cerca -45 segundos de arco- de IRC-10414. La distancia estimada para ella (2 kiloparsecs) es similar a la estimada para IRC-10414, siendo aproximadamente 220.000 veces más brillante que el Sol y solamente 2,5 mayor que nuestro astro, superando en brillo a la supergigante roja gracias a su elevada temperatura superficial de 79.000K, frente a los 3300K que se estiman para IRC-10414.
Aunque se estime una distancia similar para WR 114, la separación real con su vecina no está clara, ya que si las dos estrellas estuvieran a la misma distancia del Sol y la separación aparente fuera la real los fuertes vientos solares de la estrella Wolf-Rayet impedirían que la supergigante roja pudiera formar un arco de choque. Por otro lado se ha sugerido que IRC-10414 y WR 114 formaron en tiempos parte de una estrella triple hoy desaparecida, moviéndose más o menos conjuntamente por el espacio; dado que los parámetros dinámicos de WR 114 se conocen muy mal es difícil resolver este misterio.